# 엔쏘우
엔쏘우는 대한민국의 음악 그룹이다. 2016년 싱글 《십자가 사랑》으로 데뷔했다.

## 방송
- 제1회 CTS 가스펠 경연대회 (2018) - 금상